# アレクシス・キャンデラリオ
アレクシス・A・キャンデラリオ（Alexis A. Candelario, 1982年5月28日 - ）は、ドミニカ共和国出身のプロ野球選手（投手）。右投右打。

## 経歴

### 西武移籍まで
ドミニカ・メキシコ・パナマ・ニカラグア・イタリア・ベネズエラ・アメリカの合計7か国のリーグでプレーした。

### 西武時代
2016年12月21日に埼玉西武ライオンズとの契約が発表された。
2017年5月2日の福岡ソフトバンクホークス戦で来日初先発を務めるも、3回7失点で敗戦投手となり、翌3日に登録を抹消される。結局一軍での登板はこの1試合のみに終わり、その後は二軍でも17試合で2勝7敗、防御率4.98と結果を残せず、9月11日にウェーバー公示されたことが発表され、2017年9月18日に自由契約となった。

### 西武退団後
西武退団後は、メキシカンリーグや独立リーグを中心にプレーしている。

## 詳細情報

### 年度別投手成績
| 年 度     | 球 団     | 登 板 | 先 発 | 完 投 | 完 封 | 無 四 球 | 勝 利 | 敗 戦 | セ 丨 ブ | ホ 丨 ル ド | 勝 率 | 打 者 | 投 球 回 | 被 安 打 | 被 本 塁 打 | 与 四 球 | 敬 遠 | 与 死 球 | 奪 三 振 | 暴 投 | ボ 丨 ク | 失 点 | 自 責 点 | 防 御 率 | W H I P |
| --------- | --------- | ----- | ----- | ----- | ----- | -------- | ----- | ----- | -------- | ----------- | ----- | ----- | -------- | -------- | ----------- | -------- | ----- | -------- | -------- | ----- | -------- | ----- | -------- | -------- | ------- |
| 2017      | 西武      | 1     | 1     | 0     | 0     | 0        | 0     | 1     | 0        | 0           | .000  | 19    | 3.0      | 9        | 2           | 2        | 0     | 0        | 6        | 0     | 0        | 7     | 7        | 21.00    | 3.67    |
| 通算：1年 | 通算：1年 | 1     | 1     | 0     | 0     | 0        | 0     | 1     | 0        | 0           | .000  | 19    | 3.0      | 9        | 2           | 2        | 0     | 0        | 6        | 0     | 0        | 7     | 7        | 21.00    | 3.67    |

- 2018年度シーズン終了時

### 記録
NPB投手記録
- 初登板・初先発登板：2017年5月2日、対福岡ソフトバンクホークス4回戦（福岡 ヤフオク!ドーム）、3回7失点で敗戦投手
- 初奪三振：同上、1回裏に今宮健太から空振り三振

### 背番号
- 68 （2017年 - 2017年途中）